# 7e congresdistrict van Californië
Het 7e congresdistrict van Californië, vaak afgekort als CA-7, is een kiesdistrict voor het Amerikaanse Huis van Afgevaardigden. Het omvat momenteel het oostelijk deel van Sacramento County met steden als Elk Grove, Folsom en Rancho Cordova. De Democraat Ami Bera vertegenwoordigt het district sinds januari 2013.

## Vóór 2013

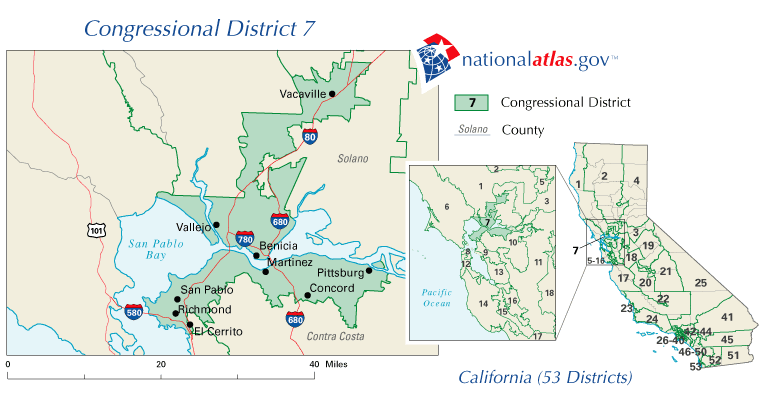
Kaart van het 7e congresdistrict van Californië tussen 2003 en 2013

Voor de herindeling in 2013 omvatte het zevende district de helft van Contra Costa County en een deel van Solano County in de San Francisco Bay Area. Enkele belangrijke steden in het district waren Richmond, Pittsburg, Vallejo, Vacaville en delen van Concord. Zo'n 99% van de bevolking woonde er in een stedelijke omgeving.
Het zevende district was een van de meest Democratische in Californië. De Democraat George Miller vertegenwoordigde het district in het Huis van Afgevaardigden ononderbroken sinds 1975 en werd bij de herindeling overgeplaatst naar het 11e congresdistrict. Sinds Millers eerste verkiezing in 1974 is hij achttien keer herverkozen en nooit met minder dan 61% van de stemmen. In de presidentsverkiezingen van 2004 won John Kerry 67,1% van de stemmen. Barack Obama won in 2008 van John McCain met 71,4%.